# ولیکی پرلیسکی
ولیکی پرلیسکی (به لاتین: Velyki Perelisky) یک روستا در اوکراین است که در استان لووف واقع شده‌است.

## خصوصیات
ولیکی پرلیسکی ۴۰۰ کیلومترمربع مساحت و ۳۱ نفر جمعیت دارد.